# العلاقات البوروندية القطرية
العلاقات البوروندية القطرية هي العلاقات الثنائية التي تجمع بين بوروندي وقطر.

## مقارنة بين البلدين
هذه مقارنة عامة ومرجعية للدولتين:
| وجه المقارنة                                              | بوروندي                                    | قطر           |
| --------------------------------------------------------- | ------------------------------------------ | ------------- |
| المساحة (كم2)                                             | 27.83 ألف                                  | 11.44 ألف     |
| عدد السكان (نسمة)                                         | 10.86 مليون                                | 2.64 مليون    |
| الكثافة السكانية (ن./كم²)                                 | 390.23                                     | 230.77        |
| العاصمة                                                   | بوجومبورا، جيتيغا                          | الدوحة        |
| اللغة الرسمية                                             | اللغة الكيروندية، لغة فرنسية، لغة إنجليزية | اللغة العربية |
| العملة                                                    | فرنك بوروندي                               | ريال قطري     |
| الناتج المحلي الإجمالي (بليون دولار)                      | 3.48 مليار                                 | 167.61 مليار  |
| الناتج المحلي الإجمالي (تعادل القوة الشرائية) بليون دولار | 8.13 مليار                                 | 316.40 مليار  |
| الناتج المحلي الإجمالي الاسمي للفرد دولار أمريكي          | 277                                        | 73.65 ألف     |
| الناتج المحلي الإجمالي للفرد دولار أمريكي                 | 77                                         | 141.54 ألف    |
| مؤشر التنمية البشرية                                      | 0.400                                      | 0.850         |
| رمز المكالمات الدولي                                      | +257                                       | +974          |
| رمز الإنترنت                                              | .bi                                        | .qa           |
| المنطقة الزمنية                                           | ت ع م+02:00                                | ت ع م+03:00   |

## منظمات دولية مشتركة
يشترك البلدان في عضوية مجموعة من المنظمات الدولية، منها:
| علم المنظمة | اسم المنظمة                               | تاريخ انضمام بوروندي | تاريخ انضمام قطر |
| ----------- | ----------------------------------------- | -------------------- | ---------------- |
|             | يونسكو                                    | 16 نوفمبر 1962       | 27 يناير 1972    |
|             | وكالة ضمان الاستثمار متعدد الأطراف        | 10 مارس 1998         | 22 أكتوبر 1996   |
|             | الأمم المتحدة                             | 18 سبتمبر 1962       | 21 سبتمبر 1971   |
|             | الاتحاد البريدي العالمي                   | ?                    | ?                |
|             | البنك الدولي للإنشاء والتعمير             | 28 سبتمبر 1963       | 25 سبتمبر 1972   |
|             | الاتحاد الدولي للاتصالات                  | 16 فبراير 1963       | 27 مارس 1973     |
|             | منظمة حظر الأسلحة الكيميائية              | ?                    | ?                |
|             | مؤسسة التمويل الدولية                     | 28 نوفمبر 1979       | 11 أكتوبر 2008   |
|             | المركز الدولي لتسوية المنازعات الاستشارية | 5 ديسمبر 1969        | 20 يناير 2011    |
|             | منظمة التجارة العالمية                    | 23 يوليو 1995        | ?                |
|             | منظمة الشرطة الجنائية الدولية             | ?                    | ?                |

## وصلات خارجية
- موقع وزارة الخارجية القطرية